# 8158 Гердер
8158 Гердер (8158 Herder) — астероїд головного поясу, відкритий 23 жовтня 1989 року.
Тіссеранів параметр щодо Юпітера — 3,387.